# Wibromłot
Wibromłot - typ młota kafarowego wykorzystującego energię wibracji; zaletą są małe gabaryty i masa - to ułatwia transport, może być stosowany na niedużych budowach. Zasadniczo składa się z mechanizmu uderzającego (stanowiącego silnik elektryczny na wale, którego są umieszczone niewyważone masy), do którego na sprężynach podczepiono mechanizm uderzany. Poprzez odpowiedni uchwyt zaciskowy może służyć jako wyrywacz kafarowy (przy wyjmowaniu grodzic metalowych).